# Polystachya acridolens
Polystachya acridolens är en orkidéart som beskrevs av Victor Samuel Summerhayes. Polystachya acridolens ingår i släktet Polystachya och familjen orkidéer. Inga underarter finns listade i Catalogue of Life.